# Joan Manuel Nadal i Gaya
Joan Manuel Nadal i Gaya (Barcelona, 1920 - Lleida, 26 d'abril de 2013) va ser un enginyer, tractadista d'art i polític català, germà de Santiago Nadal i Gaya, Carles Nadal i Gaya i Eugeni Nadal i Gaya.

## Biografia
Durant la guerra civil espanyola va lluitar en l'exèrcit franquista i participà en l'ocupació de Barcelona el 1939. Després es va establir a terres de Lleida, on ha estat vocal de la Junta Central de Regants del canal d'Urgell i president del Grup Sindical de Colonització 659 d'Alcoletge.
Entre altres càrrecs, ha estat president de la Cambra Oficial Agrària de la província de Lleida, vicepresident per Espanya de la Confederació Europea d'Agricultura, director i un dels principals impulsors de la Fira Agrícola i Nacional Fruitera de Sant Miquel, de gran renom en el sector agrari, i vocal de la Cambra de la Propietat Urbana de Lleida.
També presidí del Cercle de Belles Arts de Lleida i ha estat conseller de nombre de l'Institut d'Estudis Ilerdencs, impulsant la recuperació del centre històric de Lleida. Tot i no ser un professional de la història de l'art, va escriure diversos tractats sobre pintors lleidatans.
A les eleccions generals espanyoles de 1979 fou escollit senador per la província de Lleida per Centristes de Catalunya-UCD i assessor del ministeri d'agricultura. Posteriorment ha estat conseller de les empreses Mercosa i Mercolérida SA. Ha escrit tractats d'art ambientats a Lleida.

## Obres
- El Ayuntamiento de Lérida, sus Fiestas y tradiciones
- Pintura y pintores leridanos del siglo XX (1968)
- Un tomb per la Lleida de les Arts (2000)
- Diccionari de pintors, escultors, gravadors i dibuixants (2003)